# Désirée Sesek
Désirée Sesek (* 11. Januar 1980) ist eine ehemalige deutsche Fußballspielerin.

## Karriere
Dem Jugendalter entwachsen, wurde Sesek vom Garather SV zur Saison 1996/97 vom FC Rumeln-Kaldenhausen, einem Duisburger Stadtteilverein, als Torhüterin verpflichtet. Als Zweitplatzierter der Gruppe Nord der seinerzeit und letztmaligen zweigleisigen Bundesliga war ihre Mannschaft zur Teilnahme an der Endrunde um die Deutsche Meisterschaft berechtigt. Im Finale, das am 8. Juni 1997 im Duisburger Stadtteil Homberg erreicht wurde, gehörte sie zur Startelf. Bis zum Ende der regulären Spielzeit ließ sie kein Tor zu – ihre Mitspielerinnen erzielten allerdings auch keins. Drei Minuten vor Ablauf der Verlängerung – ihre Mannschaft führte seit der 91. Minute durch das Tor von Inka Grings mit 1:0 – musste sie den Ausgleich von Patricia Menge, der Spielerin von Grün-Weiß Brauweiler hinnehmen; das anschließende Elfmeterschießen wurde mit 3:5 verloren. Gegen diese Mannschaft schied man zuvor bereits im Halbfinale des Pokalwettbewerbs aus.
In der Folgesaison der nunmehr eingleisigen Bundesliga belegte ihre Mannschaft, die sich mittlerweile FCR Duisburg nannte, den dritten Platz; im Wettbewerb um den Vereinspokal hingegen erreichte sie das Finale. Am 16. Mai 1998 räumte man dem Neuzugang aus Hannover, Ursula McKnight, den Vorrang im Tor ein; mit 6:2 über den FSV Frankfurt gewann ihre Mannschaft im Olympiastadion Berlin – als Vorspiel zum Männerfinale – vor 35.000 Zuschauern erstmals den Pokal.
In der Saison 2001/02 gehörte sie dem FFC Brauweiler Pulheim an. Im weiteren Verlauf ihrer Karriere spielte sie für unterklassige Vereine, wie beispielsweise für den 1. FC Wülfrath aus der gleichnamigen Stadt im Kreis Mettmann.

## Erfolge
- Finalist Deutsche Meisterschaft 1997
- DFB-Pokal-Sieger 1998 (ohne Einsatz)